# Kaple Panny Marie (Boušín)
Kaple Panny Marie je římskokatolická kaple na Boušíně, místní části obce Slatina nad Úpou. Patří do farnosti Boušín.

## Historie
Mariánská kaplička se studánkou připomínající událost zázračného uzdravení z roku 1464 stojí asi 100 metrů severně v lese pod kostelem Navštívení Panny Marie. Vpředu nad vchodem je umístěna mramorová deska s vylíčením této události.
"Tam, kde je dnešní fara, stával před časy dvorec turyňského pána. Často sem dojížděl s malou dcerkou. Nebe ji dalo krásu, ale nemoc vzala ubohé se sluchem i řeč. Ovečky však jí rozuměly a ovčákův pes četl ji s očí. Jednou, když ji zlákalo jaro, vydala se k ovečkám sama. Cesty ji vedly, ale také svedly a zavedly v prales nad divou řekou. Temných hlubin se bála, ale studánka ve stráni ji zvábila, pramen osvěžil, a když v pláči sepjala ruce k prosebnému „Zdrávas“, aby ji svatá Paní z lesů vyvedla, stal se div: hluchá slyší, jak němé dosud rty šeptají živá slova. Za štěkotem psů z lesa ven zahlédne dvorec, slyší zvonky oveček a radostně na žasnoucího pastuchu volá: „Bárto, Bárto!“ Na poděkování zázračného uzdravení daroval pán turínský dvorec s poplužím záduší a vybudoval na Bohušíně mariánskou svatyni."
Autorem textu je dřívější ředitel škol v Červeném Kostelci Bohumil Kulíř. V kapličce bývaly nahoře ve výklenku soška Panny Marie a dole u pramene soška klečícího děvčátka, které byly před Vánocemi[kdy?] odcizeny. Původní kaplička stávala asi o 50 m výše u cesty proti kopci, což dosvědčuje velký plochý kámen se třemi otvory a s letopočtem 1769 (dnes již špatně čitelným). Studánka bývala krytá pouze šindelovou stříškou a až do roku 1925 tam chodili boušínští obyvatelé pro vodu. Potom byla postavena za přispění obce současná zděná kaplička.

## Zajímavost
O podivuhodném uzdravení na Boušíně se totiž vypráví v Babičce Boženy Němcové. Podle pověsti se ze studánky napila hluchoněmá dcerka Jan Litobořského z Chlumu a na Turyni, která se ztratila v hlubokém lese nad divoce pádící řekou Úpou. Ve stráni zahlédla studánku. Unavená pláčem a strachem se z ní napila – a stal se zázrak. Náhle promluvila a uslyšela i štěkot psa, jehož pán ji dovedl zpět k rodičům. Od těch časů se voda boušínské studánky považuje za zázračnou.

## Fotogalerie

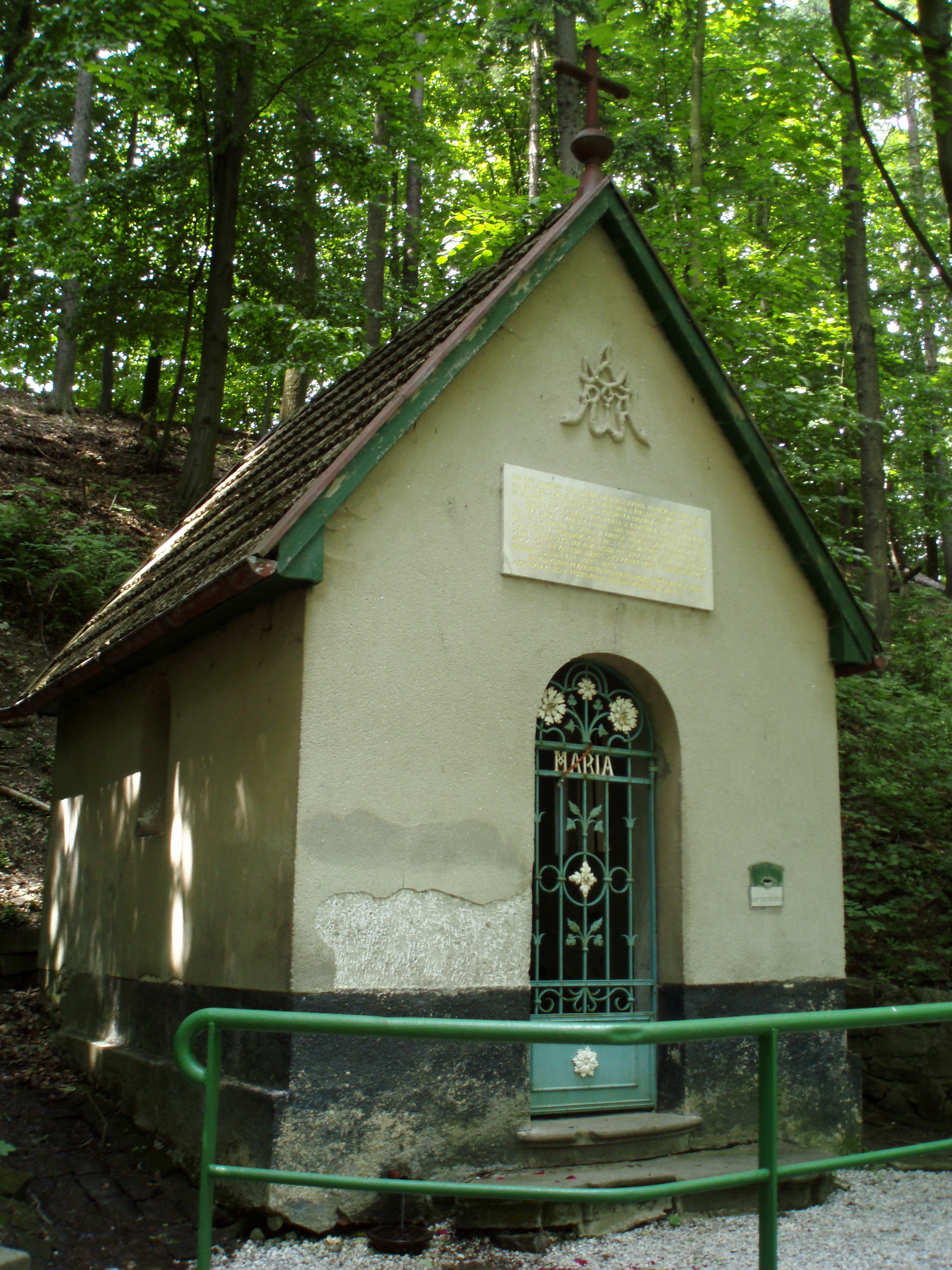
Kaplička
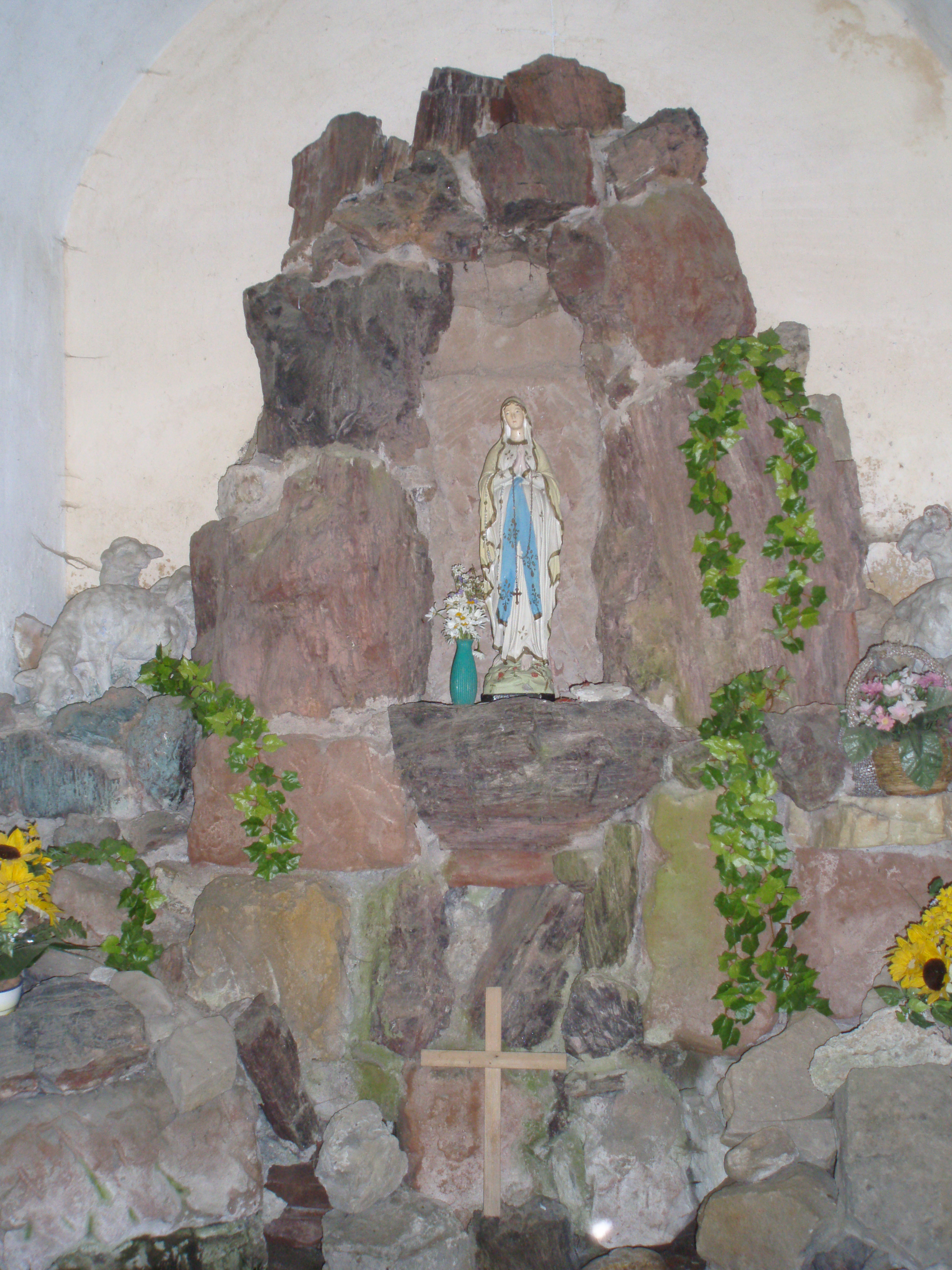
Panna Maria
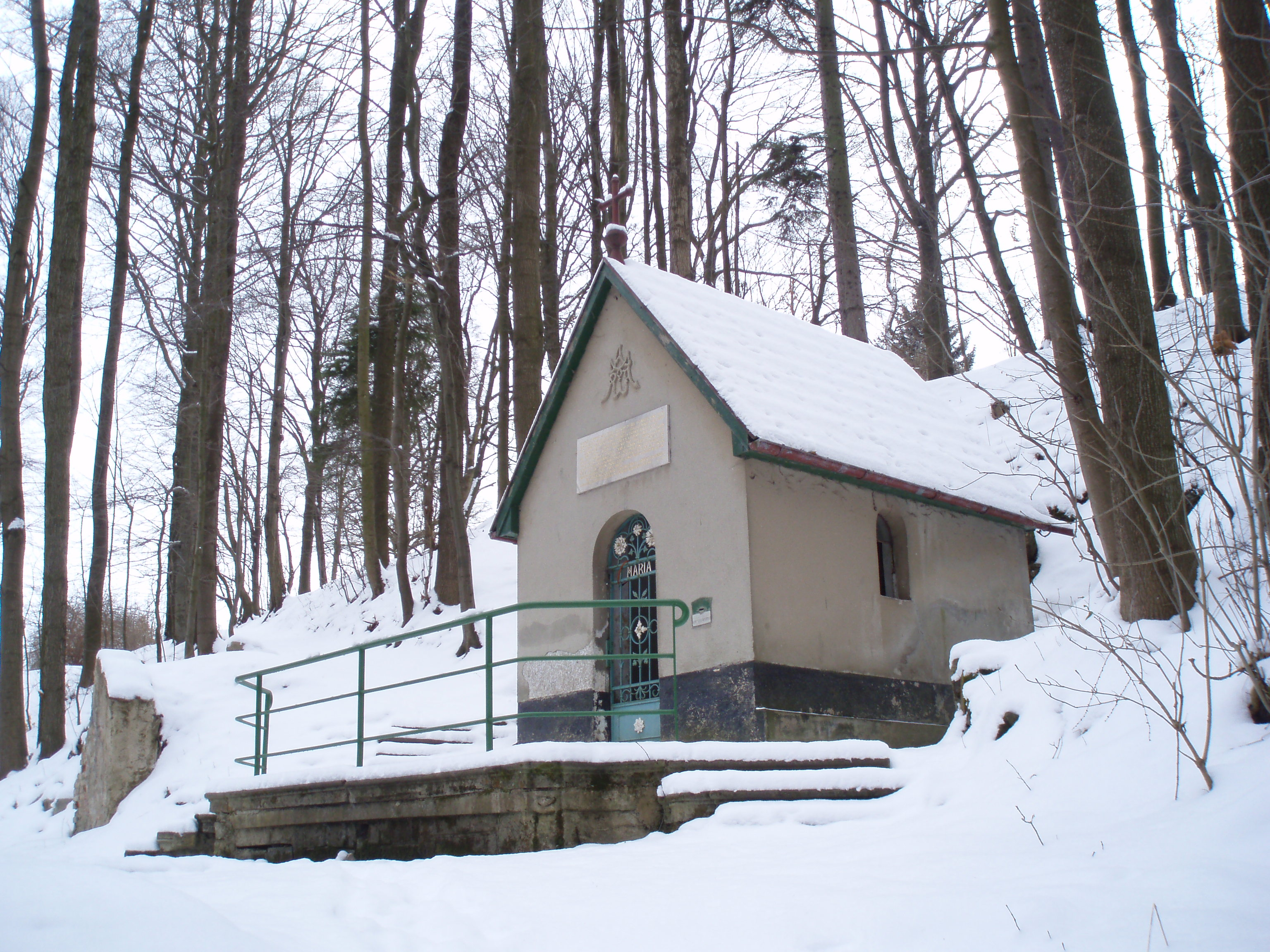
Kaplička v zimě